# 基列耶琳

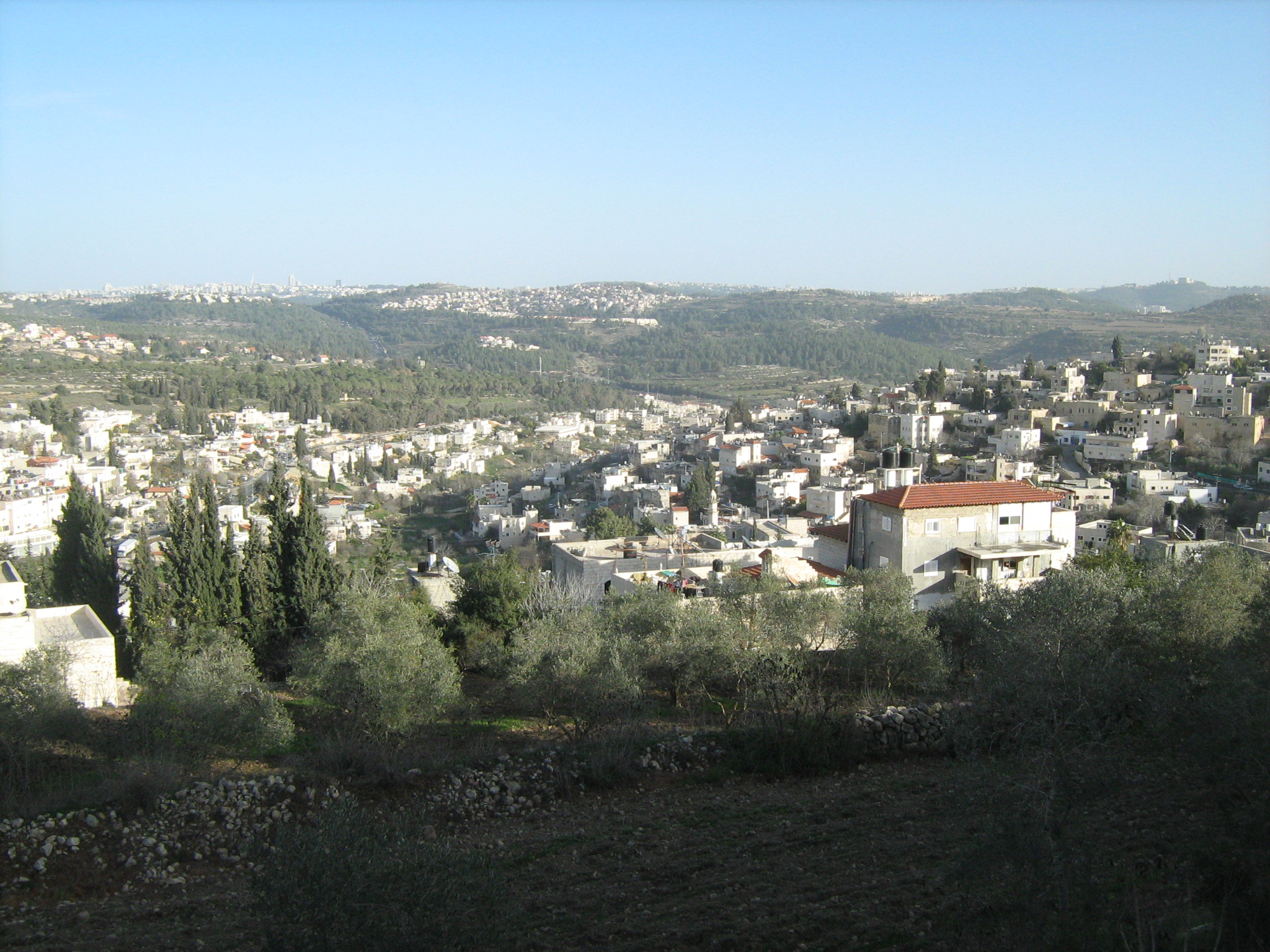
基列耶琳附近城鎮阿布戈什（אבו גוש）

基列耶琳（希伯來語：‎；又名基列巴力）位於耶路撒冷以西約15公里，基遍西南約9公里， 伯示麥在其西南方約14公里， 是從耶路撒冷到約帕上的一個重要城市。基列耶琳這個地名的意思為「森林之城」。